# LOOP WORLD
『LOOP WORLD』（ループ・ワールド）は、2020年11月25日、ZAIN RECORDSから発売されたAKIHIDEの8枚目のオリジナルアルバム。

## 概要
本作はループペダルを駆使した独奏によって楽曲が構成されたもので、世界規模のコロナ禍の中で、新たに見出された楽曲たちは、今でなければ表現することのなかったリアルタイムの感情や今伝えたいことが詰まった1枚に仕上がったという。
ジャケットではOOの部分が∞になっているため、ORICON NEWSでは「L∞P WORLD」を正式タイトルとしている。初回限定盤はCD2枚組及びコンセプトストーリーブック付き。

## 収録曲
DISC1
1. 迷子の朝
2. LOOP WORLD
3. 夜の獣
4. 樹海
5. 蛍火
6. 真夜中に咲く花
7. New“Today”
8. おかえり
9. 美しい瞳 (from ＜AKIHIDE MUSIC THEATER -星の還る場所-＞＠ヒューリックホール東京)
通常盤のみ収録
10. 涙の海、越えて (from ＜AKIHIDE MUSIC THEATER -星の還る場所-＞＠ヒューリックホール東京)
通常盤のみ収録

DISC2（初回限定盤のみ）
1. 星祭りの夜に
2. Lost
3. RAIN MAN
4. Moon Dancer
5. 星の王子さま
6. 蜘蛛の糸
7. Lapis Lazuli
8. メモリーフィッシュ